# Liste der Kulturdenkmäler im Landkreis Waldeck-Frankenberg

Kommunen im Landkreis Waldeck-Frankenberg

Die Liste der Kulturdenkmäler im Landkreis Waldeck-Frankenberg enthält die Kulturdenkmäler im Landkreis Waldeck-Frankenberg. Rechtsgrundlage für den Denkmalschutz ist das Denkmalschutzgesetz in Hessen.
Städte und Gemeinden im Landkreis Waldeck-Frankenberg:
- Liste der Kulturdenkmäler in Allendorf
- Liste der Kulturdenkmäler in Bad Arolsen
- Liste der Kulturdenkmäler in Bad Wildungen
- Liste der Kulturdenkmäler in Battenberg
- Liste der Kulturdenkmäler in Bromskirchen
- Liste der Kulturdenkmäler in Burgwald
- Liste der Kulturdenkmäler in Diemelsee
- Liste der Kulturdenkmäler in Diemelstadt
- Liste der Kulturdenkmäler in Edertal
- Liste der Kulturdenkmäler in Frankenau
- Liste der Kulturdenkmäler in Frankenberg
- Liste der Kulturdenkmäler in Gemünden
- Liste der Kulturdenkmäler in Haina
- Liste der Kulturdenkmäler in Hatzfeld
- Liste der Kulturdenkmäler in Korbach
- Liste der Kulturdenkmäler in Lichtenfels
- Liste der Kulturdenkmäler in Rosenthal
- Liste der Kulturdenkmäler in Twistetal
- Liste der Kulturdenkmäler in Vöhl
- Liste der Kulturdenkmäler in Volkmarsen
- Liste der Kulturdenkmäler in Waldeck
- Liste der Kulturdenkmäler in Willingen